# Quận của tỉnh Deux-Sèvres
3 quận của tỉnh Deux-Sèvres gồm:
1. Quận Bressuire, (quận lỵ: Bressuire) với 7 tổng và 62 xã. Dân số của quận này là 93.153 người năm 1990, 91.673 người năm 1999, tăng trưởng dân số là 1.59%.
2. Quận Niort, (tỉnh lỵ của tỉnh Deux-Sèvres: Niort) với 18 tổng và 166 xã. Dân số của quận này là 188.614 người năm 1990, và 190.708 người năm 1999, tăng trưởng dân số là 1.11%.
3. Quận Parthenay, (quận lỵ: Parthenay) với 8 tổng và 77 xã. Dân số của quận này là 64.198 người năm 1990, và 62.011 người năm 1999, tăng trưởng dân số là 3.41%.